# David John
David John (* 24. November 1984) ist ein walisischer Snookerspieler.

## Karriere

### Anfänge
Seine ersten größeren Erfolge im Amateurbereich erzielte John 2000 mit dem Erreichen des Viertelfinales bei der U19-Europameisterschaft und der U21-Weltmeisterschaft sowie des Achtelfinales bei der Amateureuropameisterschaft. Bei der Welsh Amateur Championship gelang ihm 2001 der Einzug ins Finale, in dem er mit 7:9 gegen David Mills verlor. Im selben Jahr erreichte er zudem das Viertelfinale bei der Amateur-EM und bei der U21-WM.
Im Februar 2002 nahm John erstmals an der Qualifikation zur Profiweltmeisterschaft teil, bei der er in der zweiten Runde gegen Garoid O’Connor ausschied. Bei der Amateur-EM 2002 wurde er durch einen 7:2-Sieg im Finale gegen den Schotten David McLellan Europameister. Bei der U21-WM 2002 zog er ebenfalls ins Endspiel ein, verlor dort jedoch mit 9:11 gegen den Chinesen Ding Junhui.

### Erste Profisaison
Für die Saison 2002/03 konnte sich John erstmals einen Profi-Startplatz auf der Main Tour sichern. Beim ersten Weltranglistenturnier der Spielzeit, dem LG Cup, schaffte er es mit einem 5:3-Sieg gegen Andrew Higginson in die Runde der Letzten 96, in der er mit 2:5 gegen Martin Dziewialtowski ausschied. Bei der Benson & Hedges Championship, einem Einladungsturnier, das zugleich als Qualifikation für das Masters 2002 diente, erreichte er mit der Runde der letzten 64 sein bestes Ergebnis der Saison. Sein bestes Abschneiden bei einem Weltranglistenturnier folgte im Januar 2003 mit der Runde der letzten 80 bei den Welsh Open, in der er dem Engländer Mark Selby nur knapp mit 4:5 unterlag. Bei zwei weiteren Weltranglistenturnieren, den European Open und den Scottish Open 2003, erreichte er die Runde der letzten 96. Bei der WM 2003 schied er in der sechsten Qualifikationsrunde mit 7:10 gegen Martin Gould aus. Am Ende der Saison belegte er den 111. Platz der Weltrangliste und verlor damit seinen Profi-Platz.

### Amateurzeit
Im Juni 2003 gelang es David John bei der Europameisterschaft durch einen 7:3-Finalsieg gegen seinen Landsmann Andrew Pagett als erstem Spieler, seinen Titel aus dem Vorjahr erfolgreich zu verteidigen. In der Saison 2003/04 versuchte er, über die Challenge Tour auf die Main Tour zurückzukehren. Er kam dabei jedoch nie über das Viertelfinale hinaus und verpasste damit die Qualifikation. Bei der Qualifikation zur Weltmeisterschaft 2004 schied er in der ersten Runde gegen Craig Steadman aus. Bei der EM 2004 unterlag er als Titelverteidiger im Achtelfinale dem späteren Europameister Mark Allen. In den folgenden Jahren versuchte er mehrmals vergeblich, sich über die Challenge Tour beziehungsweise die PIOS für die Main Tour zu qualifizieren. Bei der WM 2005 erreichte er die zweite Qualifikationsrunde.
Bei der Welsh Amateur Championship 2011 gelang David John der Einzug ins Finale, in dem er mit 4:8 gegen Daniel Wells verlor. Zwei Jahre später schaffte er es erneut ins Endspiel und besiegte dort Alex Taubman mit 8:4. Im Dezember 2013 erreichte er bei der Amateurweltmeisterschaft erstmals seit zehn Jahren wieder die Finalrunde einer internationalen Amateurmeisterschaft und schied dort in der Runde der letzten 64 gegen Tomasz Skalski aus. Im Mai 2015 versuchte er, sich über die Q School für die Main Tour zu qualifizieren. Er kam jedoch nicht über das Erreichen des Achtelfinales seiner Gruppe im ersten Turnier hinaus und verpasste damit die Qualifikation, erhielt aber über die Order of Merit der Q School einen Startplatz für die Qualifikation der Australian Goldfields Open 2015, bei der er, nach einem 5:1-Erstrundensieg gegen Alfie Burden, in der zweiten Qualifikationsrunde gegen Peter Lines verlor. Im Februar 2016 erreichte er das Achtelfinale der Europameisterschaft. Im Mai 2016 gelang ihm über die Q School nach dreizehn Jahren die Rückkehr auf die Main Tour; nachdem er beim ersten Turnier in der zweiten Runde ausgeschieden war, erreichte er beim zweiten Turnier das Finale seiner Gruppe, in dem er den Engländer Zak Surety mit 4:1 besiegte und sich damit für die Main-Tour-Saisons 2016/17 und 2017/18 qualifizierte.

### Zweite Profizeit

#### Saison 2016/17
Die Saison 2016/17 war geprägt von Auftaktniederlagen. In der Qualifikation für die Indian Open musste er sich Mark Williams geschlagen geben, in der Qualifikation für die World Open verlor er mit 1:5 gegen Kurt Maflin. Beim Paul Hunter Classic verlor er in der ersten Runde mit 1:4 gegen Mark King, bei den Shanghai Masters folgte eine 3:5-Niederlage in der Qualifikation gegen Duane Jones. Den ersten Saisonsieg errang er in der Qualifikation für die European Masters, wo er den Amateurspieler Bradley Jones mit 4:0 besiegte. In der ersten Hauptrunde unterlag er Luca Brecel mit 2:4. In der ersten Runde der English Open – das erste von vier Turnieren der neu eingeführten Home Nation Series – verlor er mit 2:4 gegen Mark Williams. In der Qualifikation für den International Championship folgte eine 1:6-Niederlage gegen Graeme Dott, in der ersten Runde der Northern Ireland Open verlor er anschließend mit 1:4 gegen Ronnie O’Sullivan. Beim UK Championship verlor er in der ersten Runde mit einem Whitewash gegen Barry Hawkins. Bei den Scottish Open verlor er mit 0:4 gegen Jimmy White. In der ersten Qualifikationsrunde der German Masters unterlag er Marco Fu mit 3:5, bei den Welsh Open folgte eine 2:4-Niederlage gegen Mark King. Beim Shoot-Out besiegte er in der ersten Runde Charlie Walters mit 84:0 nach Punkten, verlor aber in der zweiten Runde mit 13:50 gegen Liam Highfield. Beim Pro/Am-Turnier Gibraltar Open besiegte er in der ersten Runde Robbie Williams mit 4:3, bevor er mit 3:4 gegen Mark Davis verlor. Bei den China Open verlor er mit 0:5 in der Qualifikation gegen Joe Perry. In der ersten Qualifikationsrunde für die Snookerweltmeisterschaft verlor er mit 4:10 gegen Matthew Selt. Er beendete die Saison als fünftletzter auf Weltranglistenplatz 125.

#### Saison 2017/18
Die Saison 2017/18 verlief noch schlechter als die vorherige; er gewann nicht ein einziges Spiel. Beim Saisonauftakt, dem Riga Masters, verlor er in der Qualifikation mit 1:4 gegen Ryan Day, der das Turnier später gewinnen sollte. Beim China Championship folgte in der Qualifikation eine 0:5-Niederlage gegen Jimmy Robertson. Beim Paul Hunter Classic in Fürth verlor er in der ersten Runde mit 2:4 gegen Jamie Cope. In der Qualifikation für die Indian Open verlor er mit 1:4 gegen John Higgins, der als Sieger aus dem Turnier herausgehen sollte. Bei den World Open unterlag er in der Qualifikation Barry Hawkins mit 0:5. Beim European Masters verlor er mit 0:4 in der Qualifikation gegen Anthony Hamilton. Beim Shoot-Out bekam er 250 ₤, obwohl er in seiner Auftaktpartie mit 14:22 gegen Mike Dunn verloren hatte. In der ersten Runde der Welsh Open verlor er mit 1:4 gegen Craig Steadman. Bei den China Open schlitterte er in der Qualifikation haarscharf an einem Sieg vorbei, er verlor mit 5:6 gegen Anthony Hamilton. Sein letztes Spiel als Profi war das Spiel in der ersten Qualifikationsrunde für die Snookerweltmeisterschaft, das er mit 4:10 gegen Andrew Higginson verlor. Er beendete als Viertletzter die Saison auf Weltranglistenplatz 128, womit er eine Qualifikation für die nächste Saison weit verfehlte.

## Spielmanipulationen
Am 22. Mai 2018 wurde vom Snookerverband WPBSA bekanntgegeben, dass gegen David John ermittelt werde, weil er die Spiele gegen Graham Dott und Joe Perry in der Saison 2016/17 manipuliert haben soll, und er wurde mit sofortiger Wirkung gesperrt. Nachdem sich der Verdacht bestätigt hatte, kam es im Januar 2019 zu einer Anhörung, bei der der Waliser die Manipulation zugab. Daraufhin wurde er für 5 Jahre und 7 Monate bis einschließlich 21. Dezember 2023 von der Teilnahme an Profiwettbewerben ausgeschlossen. Betroffen von der Affäre war auch sein Landsmann Jamie Jones, der von der Manipulation Kenntnis gehabt hatte.

## Erfolge

### Finalteilnahmen
| Ausgang         | Jahr | Turnier                  | Finalgegner    | Ergebnis |
| --------------- | ---- | ------------------------ | -------------- | -------- |
| Amateurturniere |      |                          |                |          |
| Zweiter         | 2001 | Walisische Meisterschaft | David Mills    | 7:9      |
| Sieger          | 2002 | Europameisterschaft      | David McLellan | 7:2      |
| Zweiter         | 2002 | U21-Weltmeisterschaft    | Ding Junhui    | 9:11     |
| Sieger          | 2003 | Europameisterschaft      | Andrew Pagett  | 7:3      |
| Zweiter         | 2011 | Walisische Meisterschaft | Daniel Wells   | 4:8      |
| Sieger          | 2013 | Walisische Meisterschaft | Alex Taubman   | 8:4      |
| Sieger          | 2016 | Q School                 | Zak Surety     | 4:1      |
| Sieger          | 2016 | Walisische Meisterschaft | Darren Morgan  | 8:7      |
| Zweiter         | 2025 | Walisische Meisterschaft | Alfie Davies   | 1:8      |